# Dzwon (baśń)
Dzwon (duń. Klokken) – baśń literacka autorstwa Hansa Christiana Andersena, wydana po raz pierwszy w Kopenhadze w maju 1845 roku.

## Publikacja
Andersenowska baśń literacka o Dzwonie została po raz pierwszy opublikowana w maju 1845 roku w Kopenhadze przez wydawnictwo C.A. Reitzel w miesięczniku dla dzieci „Maanedsskrift for Børn” z ilustracją duńskiego malarza Edvarda Lehmanna. W katalogu dzieł Andersena autorstwa B.F. Nielsena baśń opatrzona jest numerem 474. Utwór został wznowiony za życia pisarza dwukrotnie: w 1849 i 1863 roku.
Andersen był luteraninem. Jego chrzest został dopełniony w Poniedziałek Wielkanocny 16 kwietnia 1805 roku w kościele św. Jana (duń. Sankt Hans Kirke) w rodzinnym Odense. Przystąpił do konfirmacji w Katedrze św. Kanuta w Odense w 1819 roku. Jednym z istotniejszych motywów w baśni Dzwon jest luterańska konfirmacja.

## Polskie przekłady
Jak w przypadku innych baśni Andersena historia tłumaczeń Dzwonu na język polski sięga końca XIX wieku:
- 1899 – Dzwony: Cecylia Niewiadomska (tłum.): Baśnie. Warszawa. Brak numerów stron w książce
- 1900 – Dzwon: Antonina Gawrońska (tłum.): Opowieści Andersena. Nowy wybór dla młodzieży. Lwów. Brak numerów stron w książce
- 1923 – Dzwon: Wanda Młodnicka (tłum.): Nowy wybór bajek Andersena. Lwów. Brak numerów stron w książce
- 1931 – Dzwon: Stefania Beylin (tłum.): Baśnie. Warszawa. Brak numerów stron w książce
- 1946 – Tajemniczy dzwon: Witold Zechenter (tłum.): Baśnie. Kraków. Brak numerów stron w książce
- 2006 – Dzwon: Bogusława Sochańska (tłum.): Baśnie i opowieści. Tom I 1830–1850. Poznań. s. 364–369. ISBN 978-83-7278-194-9. (z oryginału duńskiego)

## Fabuła
Streszczenia dokonano na podstawie wersji duńskiej.
Wieczorem, w wąskich ulicach wielkiego miasta, gdy słońce zachodzi i chmury świecą złotem między kominami, rozbrzmiewa dziwny dźwięk przypominający brzmienie kościelnego dzwonu. Odgłos ten słychać tylko przez chwilę, bo hałas wozów i krzyki zagłuszają wszystko. Ludzie mówią: „To dzwoni wieczorny dzwon, słońce właśnie zachodzi!”
Poza miastem, gdzie domy stoją rzadziej, a wokół są ogrody i pola, dźwięk słychać znacznie lepiej. Tam wydaje się, że dzwon dochodzi z kościoła ukrytego w głębi lasu. Ludzie postanawiają go odnaleźć. Bogaci jadą powozami, biedni idą pieszo, ale droga okazuje się długa i męcząca. Gdy docierają do wierzb rosnących na skraju lasu, zatrzymują się. Cukiernik z miasta rozkłada tam swój namiot, wiesza nad nim smołowany dzwon bez serca. Gdy ludzie wracają do domu, mówią, że było romantycznie, co znaczy że odczuwa się tam coś zupełnie innego niż herbata w gronie znajomych.
Trzy osoby twierdzą, że dotarły do samego końca lasu i słyszały ten dziwny dźwięk, jakby pochodził z miasta. Cesarz obiecuje tytuł „Światowego Dzwonnika” temu, kto odkryje źródło dźwięku, ale tylko jeden człowiek przynosi wyjaśnienie, że dźwięk pochodzi od sowy bijącej głową w puste drzewo.
W dzień konfirmacji pastor wygłasza poruszające kazanie. Konfirmanci są wzruszeni, stają się dorosłymi ludźmi. W blasku słońca wychodzą za miasto i słyszą tajemniczy dźwięk dzwonu dochodzący z lasu. Prawie wszyscy chcą natychmiast tam pójść, z wyjątkiem trójki z nich. Jedna dziewczyna musi przymierzyć sukienkę balową, bo to był dla niej powód bierzmowana. Jeden chłopiec musi oddać pożyczony odświętny strój. Trzeci nie chodzi nigdzie bez rodziców i chce pozostać posłusznym dzieckiem, nawet jako dorosły.
Pozostali wyruszają pełni radości, śpiewają, trzymają się za ręce i cieszą się pięknym dniem. Dwójka najmłodszych szybko się męczy i wraca do miasta. Dwie dziewczynki zatrzymują się, by wić wianki i również nie idą dalej. Ci, którzy docierają do cukierni, zaczynają wątpić w istnienie dzwonu i myślą, że to tylko złudzenie.
Wtem z lasu rozlega się dźwięk dzwonu, tak piękny i uroczysty, że kilku z nich idzie dalej. Las staje się gęsty i pełen roślin, co utrudnia przejście, zwłaszcza dziewczętom, które boją się o ubrania. Jeden z bierzmowanych kładzie się, by lepiej nasłuchiwać dźwięku i zostaje sam. Reszta trafia do domku z kory i gałęzi, nad którym pochyla się jabłoń i kwitną róże. Na ścianie domku wisi mały dzwonek, który wszyscy uważają za ten słyszany, oprócz jednego chłopca.
Ten chłopiec, królewski syn, twierdzi, że dźwięk był zbyt potężny, by pochodzić z tak małego dzwonka. Wyrusza sam dalej w głąb lasu, gdzie samotność i dźwięk jeszcze bardziej poruszają jego serce.
Spotyka biednego chłopca w drewniakach i przykrótkiej kurtce. To ten, który wcześniej nie mógł pójść. Chłopiec oddał pożyczony strój i teraz, ubrany biednie, idzie sam, pociągnięty dźwiękiem dzwonu. Królewicz proponuje, by iść razem, lecz chłopiec uważa, że trzeba iść w przeciwną stronę. Rozdzielają się, każdy idzie swoją drogą przez ciernie, lecz to królewiczowi towarzyszymy dalej w poszukiwaniu dzwonu, który pragnie odnaleźć nawet na końcu świata.
Małpy siedzące na drzewach śmieją się z niego i zastanawiają się, czy go pobić. Królewicz odważnie zapuszcza się w las. W lesie rosną niezwykłe kwiaty, między innymi białe lilie z czerwonymi pręcikami i niebieskie tulipany. Jabłonie mają owoce wyglądające jak świecące bańki mydlane. Na łąkach bawią się jelenie i łanie, a drzewa mają pęknięcia pełne trawy i pnączy. W głębi lasu znajdują się jeziora, w których pływają łabędzie. Królewicz nasłuchuje dźwięku dzwonu i sądzi, że dochodzi on z jednego z jezior. Jednak dźwięk dobiega z serca lasu.
Gdy słońce zachodzi, królewicz klęka, śpiewa psalm i traci nadzieję na odnalezienie dzwonu. Postanawia wspiąć się na skały, by jeszcze raz zobaczyć zachód słońca. Wspinając się po śliskich kamieniach i korzeniach, dociera na szczyt. Z góry widzi wspaniałe morze i niebo w barwach zachodu, a cała natura przypomina mu kościół. W tym momencie pojawia się biedny konfirmant i razem z królewiczem, trzymając się za ręce, słuchają świętego dźwięku niewidzialnego dzwonu.

## Galeria

Ilustracje baśni Dzwon
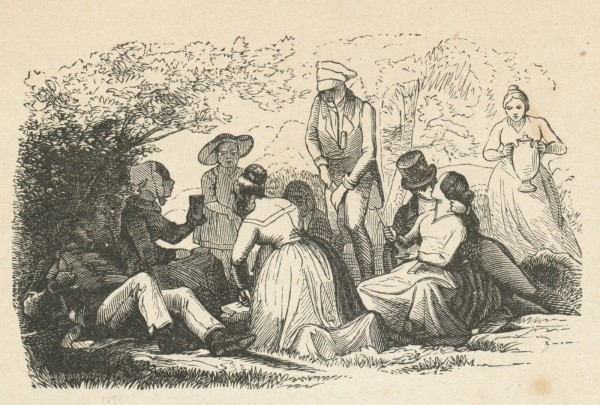
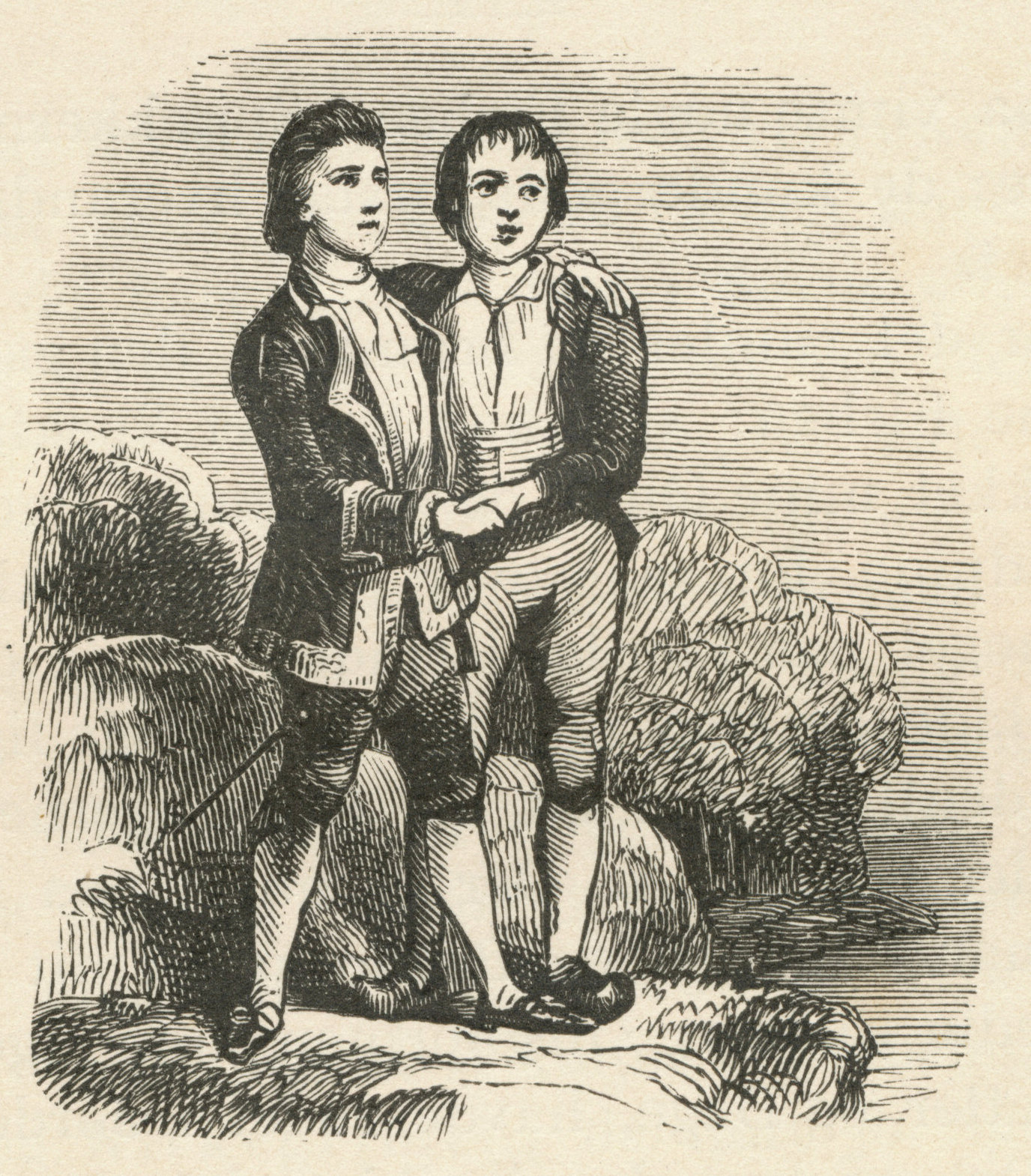
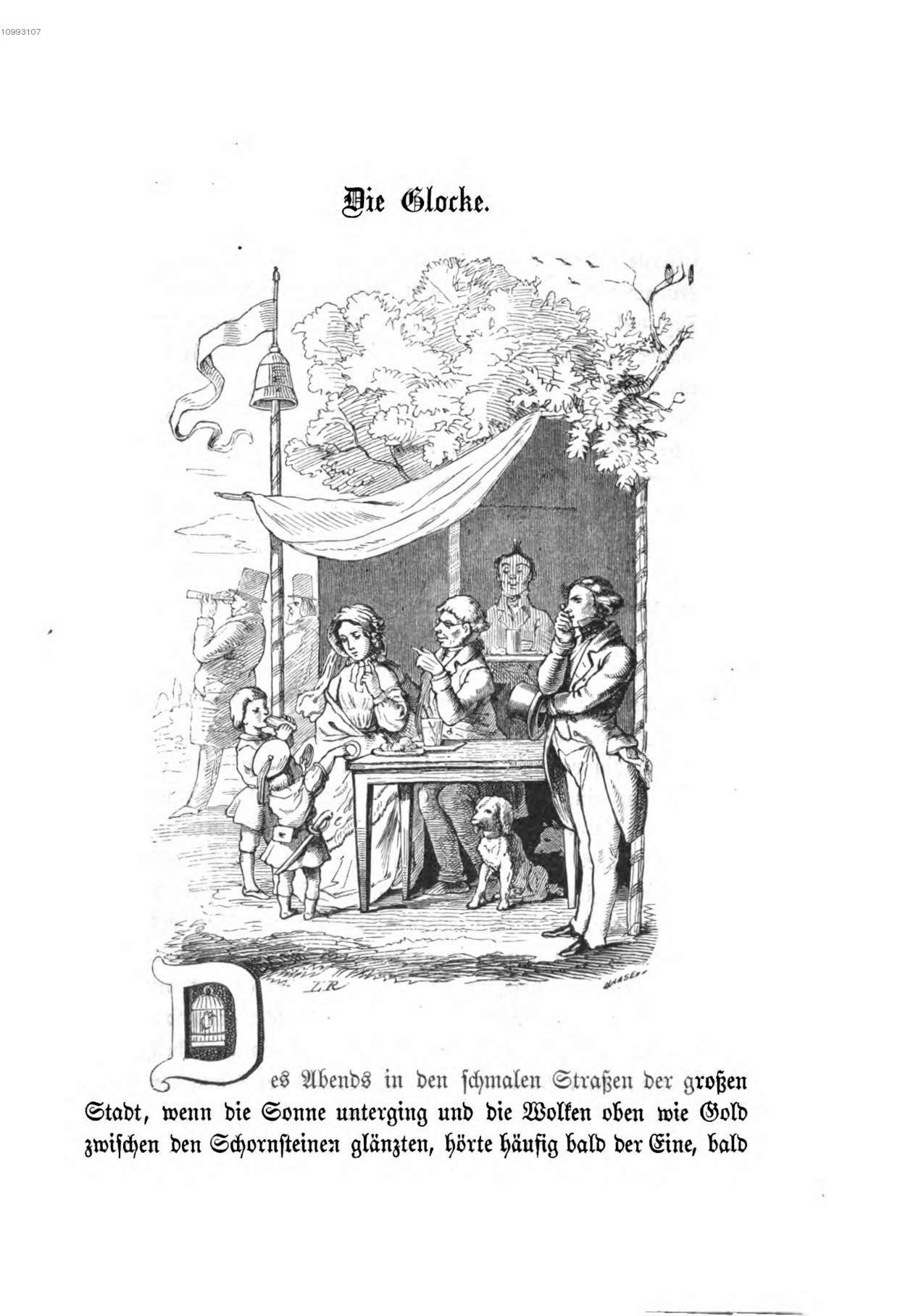